# Sagan Tosu 2013
Questa voce raccoglie le informazioni riguardanti il Sagan Tosu nelle competizioni ufficiali della stagione 2013.

## Maglie e sponsor
Viene sottoscritto un contratto con la Warrior Sports, che dota la maglia di un motivo decorativo costituito da ghirigori rosa sul consueto sfondo azzurro. Tutti gli sponsor ufficiali vengono invece confermati.
| Manica sinistra · Maglietta · Manica destra · Pantaloncini · Calzettoni | Manica sinistra · Maglietta · Manica destra · Pantaloncini · Calzettoni |  |

## Rosa
| N. |                          | Ruolo | Calciatore        |
| -- | ------------------------ | ----- | ----------------- |
| 1  | Giappone (bandiera)      | P     | Taku Akahoshi     |
| 2  | Giappone (bandiera)      | D     | Kosuke Kitani     |
| 3  | Giappone (bandiera)      | D     | Keita Isozaki     |
| 4  | Giappone (bandiera)      | D     | Teruaki Kobayashi |
| 5  | Giappone (bandiera)      | D     | Tatsuya Sakai     |
| 6  | Colombia (bandiera)      | C     | Jonathan Restrepo |
| 7  | Giappone (bandiera)      | C     | Keisuke Funatani  |
| 8  | Giappone (bandiera)      | C     | Kōta Mizunuma     |
| 9  | Brasile (bandiera)       | A     | Roni              |
| 10 | Corea del Sud (bandiera) | C     | Kim Min-Woo       |
| 11 | Giappone (bandiera)      | A     | Yōhei Toyoda      |
| 12 | Giappone (bandiera)      | P     | Tatsuro Okuda     |
| 13 | Corea del Sud (bandiera) | D     | Kim Jung-Ya       |
| 14 | Giappone (bandiera)      | C     | Naoyuki Fujita    |

| N. |                          | Ruolo | Calciatore        |
| -- | ------------------------ | ----- | ----------------- |
| 15 | Giappone (bandiera)      | D     | Ryuhei Niwa       |
| 16 | Colombia (bandiera)      | A     | Diego Ambuila     |
| 18 | Giappone (bandiera)      | A     | Ryunosuke Noda    |
| 19 | Giappone (bandiera)      | A     | Shohei Okada      |
| 20 | Corea del Sud (bandiera) | D     | Yeo Sung-Hye      |
| 21 | Giappone (bandiera)      | P     | Takuya Muro       |
| 22 | Giappone (bandiera)      | A     | Kei Ikeda         |
| 23 | Giappone (bandiera)      | C     | Toshiya Sueyoshi  |
| 25 | Giappone (bandiera)      | C     | Ryōta Hayasaka    |
| 26 | Giappone (bandiera)      | D     | Shūto Hira        |
| 27 | Giappone (bandiera)      | C     | Koki Kiyotake     |
| 28 | Giappone (bandiera)      | C     | Yoshiki Takahashi |
| 29 | Giappone (bandiera)      | D     | Shōhei Kuroki     |

## Calciomercato

### Sessione invernale
| Acquisti | Acquisti         | Acquisti           | Acquisti |
| R.       | Nome             | da                 | Modalità |
| -------- | ---------------- | ------------------ | -------- |
| D        | Tatsuya Sakai    | NIFS Kanoya        |          |
| D        | Kim Jung-Ya      | Gamba Osaka        |          |
| D        | Takashi Kanai    | Yokohama F·Marinos |          |
| D        | Shohei Kishida   | Fukuoka Daigaku    |          |
| C        | Koki Kiyotake    | Fukuoka Daigaku    |          |
| C        | Jonathan         | Millonarios        |          |
| C        | Toshiya Sueyoshi | Avispa Fukuoka     |          |
| A        | Diego            | Once Caldas        |          |
| A        | Roni             | San Paolo          |          |

| Cessioni | Cessioni         | Cessioni             | Cessioni |
| R.       | Nome             | a                    | Modalità |
| -------- | ---------------- | -------------------- | -------- |
| D        | Kim Kun-Hoan     | Yokohama F·Marinos   |          |
| D        | Yusuke Inuzuka   |                      |          |
| D        | So Morita        |                      |          |
| D        | Kyohei Kuroki    | Ehime                |          |
| C        | Kohei Kuroki     | Roasso Kumamoto      |          |
| C        | Tomotaka Okamoto | Sanfrecce Hiroshima  |          |
| A        | Tozin            | Corinthians Alagoano |          |

## Risultati

### Campionato

#### Girone di andata
| Arbitro: | Kimura |

|           |           |            |
| Osako 32’ | Marcatori | 71’ Toyoda |

| Arbitro: | Nakamura |

|              |           |          |
| Kajikawa 50’ | Marcatori | 83’ Noda |

| Arbitro: | Iida |

|                                                        |           |                                                    |
| Ikeda 28’ Min-Woo Kim 50’ Mizunuma 52’ Toyoda 54’, 73’ | Marcatori | 64’ Okubo 71’ Kobayashi 83’ Renatinho 85’ Oliveira |

| Arbitro: | Sato |

|                                      |           |                     |
| Yamada 45’ Matsuura 62’ Kanazono 71’ | Marcatori | 9’, 35’, 52’ Toyoda |

| Arbitro: | Takayama |

|  |           |          |
|  | Marcatori | 70’ Baré |

| Arbitro: | Yamamoto |

|               |           |  |
| Sato 49’, 59’ | Marcatori |  |

| Tosu 20 aprile 2013, ore 14:04 UTC+9       | Sagan Tosu | 0 – 3 referto                    | Kashiwa Reysol | Best Amenity Stadium (7 287 spett.) |
| Marcatori 13’ Cléo 73’ Matsushima 76’ Kudo |            |                                  |                |                                     |
|                                            |            |                                  |                |                                     |
|                                            | Marcatori  | 13’ Cléo 73’ Matsushima 76’ Kudo |                |                                     |

| Arbitro: | Nishimura |

|             |           |            |
| Akamine 53’ | Marcatori | 15’ Fujita |

| Arbitro: | Hirose |

|                           |           |                               |
| Toyoda 77’ Mizunuma 90+1’ | Marcatori | 28’ Higashi 46’, 49’ Watanabe |

| Arbitro: | Murakami |

|                                  |           |                                                     |
| Komatsu 44’ Morishima 89’ (rig.) | Marcatori | 29’ Takahashi 48’ Toyoda 51’ Noda 63’ (aut.) Kodama |

| Arbitro: | Yoshida |

|          |           |                       |
| Noda 63’ | Marcatori | 2’, 24’, 66’ Kawamata |

| Arbitro: | Nakamura |

|                                                                   |           |                         |
| Abe 26’ Makino 49’ Koroki 65’ Haraguchi 81’ Nasu 89’ Yajima 90+4’ | Marcatori | 56’ Okada 66’ Takahashi |

| Arbitro: | Matsuo |

|  |           |              |
|  | Marcatori | 22’ Tomisawa |

| Arbitro: | Toma |

|          |           |           |
| Aoki 17’ | Marcatori | 83’ Ikeda |

| Arbitro: | Yoshida |

|                        |           |            |
| Toyoda 60’ (rig.), 90’ | Marcatori | 81’ Sasaki |

| Arbitro: | Tojo |

|                                     |           |                     |
| Kennedy 12’ Tamada 61’ Fujimoto 81’ | Marcatori | 39’ Noda 64’ Toyoda |

| Arbitro: | Inoue |

|                                                      |           |  |
| Yamaguchi 6’ Sakemoto 69’ Yokoyama 78’ Yamashita 86’ | Marcatori |  |

#### Girone di ritorno
| Tosu 31 luglio 2013 | Sagan Tosu | – | Oita Trinita | Best Amenity Stadium |

| Kashiwa 3 agosto 2013 | Kashiwa Reysol | – | Sagan Tosu | Hitachi Kashiwa Soccer Stadium |

| Yokohama 10 agosto 2013 | F·Marinos | – | Sagan Tosu | Nissan Stadium |

| Tosu 17 agosto 2013 | Sagan Tosu | – | Omiya Ardija | Best Amenity Stadium |

| Tosu 24 agosto 2013 | Sagan Tosu | – | Vegalta Sendai | Best Amenity Stadium |

| Tokyo 28 agosto 2013 | FC Tokyo | – | Sagan Tosu | Tokyo Stadium |

| Tosu 31 agosto 2013 | Sagan Tosu | – | Nagoya Grampus | Best Amenity Stadium |

| Tosu 14 settembre 2013 | Sagan Tosu | – | Shonan Bellmare | Best Amenity Stadium |

| Kawasaki 21 settembre 2013 | Kawasaki Frontale | – | Sagan Tosu | Todoroki Athletics Stadium |

| Tosu 28 settembre 2013 | Sagan Tosu | – | Sanfrecce | Best Amenity Stadium |

| Niigata 5 ottobre 2013 | Albirex Niigata | – | Sagan Tosu | Niigata Stadium |

| Shizuoka 19 ottobre 2013 | Shimizu S-Pulse | – | Sagan Tosu | Outsourcing Stadium Nihondaira |

| Tosu 27 ottobre 2013 | Sagan Tosu | – | Cerezo Osaka | Best Amenity Stadium |

| Tosu 10 novembre 2013 | Sagan Tosu | – | Júbilo Iwata | Best Amenity Stadium |

| Kashima 23 novembre 2013 | Kashima Antlers | – | Sagan Tosu | Kashima Soccer Stadium |

| Tosu 30 novembre 2013 | Sagan Tosu | – | Urawa Reds | Best Amenity Stadium |

| Kofu 7 dicembre 2013 | Ventforet Kofu | – | Sagan Tosu | Yamanashi Chuo Bank Stadium |

### Coppa Yamazaki Nabisco
| Tokyo 20 marzo 2013, ore 14:04 UTC+8 | FC Tokyo  | 0 – 0 referto | Sagan Tosu | Tokyo Stadium (11 039 spett.)\| Arbitro: \| Nishimura \| |
| Arbitro:                             | Nishimura |               |            |                                                          |

| Arbitro: | Yoshida |

|           |           |                         |
| Ikeda 19’ | Marcatori | 15’ Jakimovski 75’ Yano |

| Arbitro: | Murakami |

|                |           |  |
| Motoyama 90+1’ | Marcatori |  |

| Arbitro: | Ogiya |

|                         |           |  |
| Toyoda 61’ Hayasaka 90’ | Marcatori |  |

| Arbitro: | Kubota |

|                            |           |          |
| Maruhashi 74’ Minamino 86’ | Marcatori | 1’ Kanai |

| Tosu 22 maggio 2013 | Sagan Tosu | – | Oita Trinita | Best Amenity Stadium |